# Червоний Дар (Березинський район)
Червоний Дар (біл. вёска Красны Дар) — село в складі Березинського району Мінської області, Білорусь. Село підпорядковане Поплавській сільській раді, розташоване в східній частині області.